# C15H21NO4
化学式C15H21NO4（摩尔质量：279.34 g/mol）可能指：
- 阿夫洛尔，CAS号：65776-67-2
- 甲霜灵，CAS号：57837-19-1

|  | 这个同类索引页列出了具有相同分子式的化学物（即同分異構體）条目。 除非您是有意链接至本页，否则应将相应条目的内部链接指向正确的条目。 |